# Tannhamer Bach (Flörlplainbach)
Der Tannhamer Bach (auch Tannhamerbach) ist ein Bach im Bezirk Salzburg-Umgebung in Salzburg sowie im Bezirk Braunau am Inn im Innviertel in Oberösterreich. Er ist ein rechter Nebenfluss des Flörlplainbachs.

## Geographie

### Verlauf
Der Tannhamer Bach entspringt südlich der Grenze zwischen Oberösterreich und Salzburg unweit der Quelle des Mühlberger Bachs. Er fließt anfangs in östliche Richtung, wobei er zunächst die namensgebende Ortschaft Tannham (Gemeinde Köstendorf) durchfließt. Bei Roidwalchen (Gemeinde Straßwalchen) ändert er seine Fließrichtung nach Norden bis Nordosten und nimmt hier von links den kleinen Roidwalchner Bach auf. Anschließend überquert der Bach die Grenze zwischen Oberösterreich und Salzburg und fließt nun völlig in nördliche Richtung. Nun fließt der parallel zum östlicher fließenden Hainbach und nimmt von links zwei kurze, unbeständige Gräben auf. Der Tannhamer Bach tritt anschließend in das Gemeindegebiet von Lengau ein und mündet bei Flörlplain (Gemeinde Lengau) von rechts in den Flörlplainbach ein, welchen er in Einzugsgebiet und Länge deutlich übertrifft. Zusätzlich nimmt der Flörlplainbach beim Zusammenfluss seine Fließrichtung an.

### Zuflüsse
- Roidwalchner Bach (links), bei Roidwalchen (Gemeinde Straßwalchen)
- Nebengraben 1 (links), oberhalb von Flörlplain
- Nebengraben 2 (links), oberhalb von Flörlplain

### Einzugsgebiet
Nordwestlich der Quelle des Tannhamer Bachs entspringen der Mühlberger Bach und der Fillgrabenbach, welche (über Mühlberger Bach) zur Mattig entwässern. Südlich entspringt der Spansroagbach, der den rechten Quellbach des Tobelbachs bildet, welcher wiederum über Tiefsteinbach und Eisbach zum Wallersee hin fließt.